# Sonia Rykiel
Pour les articles homonymes, voir Rykiel et Flis.

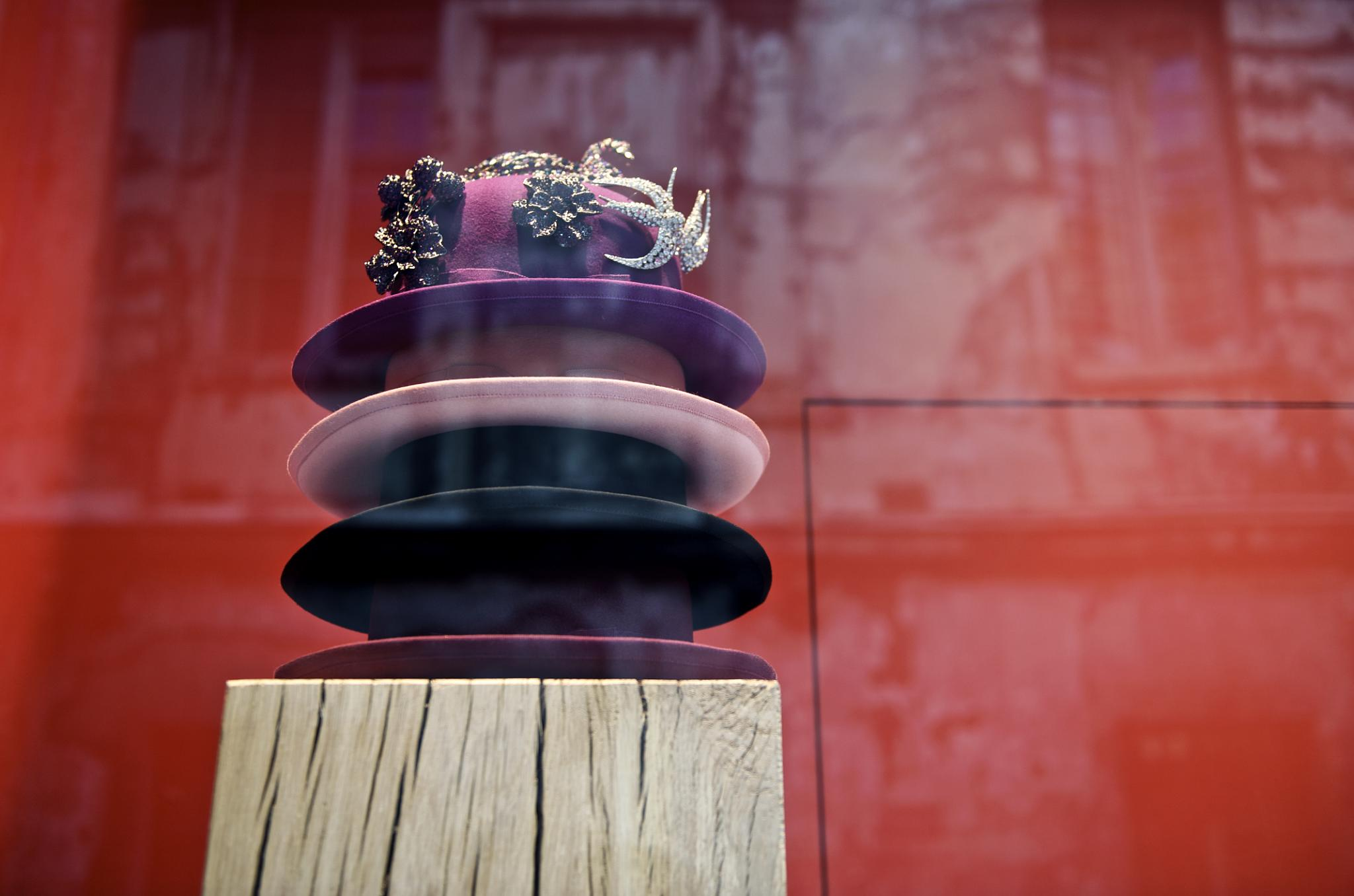
Chapeaux melon féminins par Sonia Rykiel en 2008.

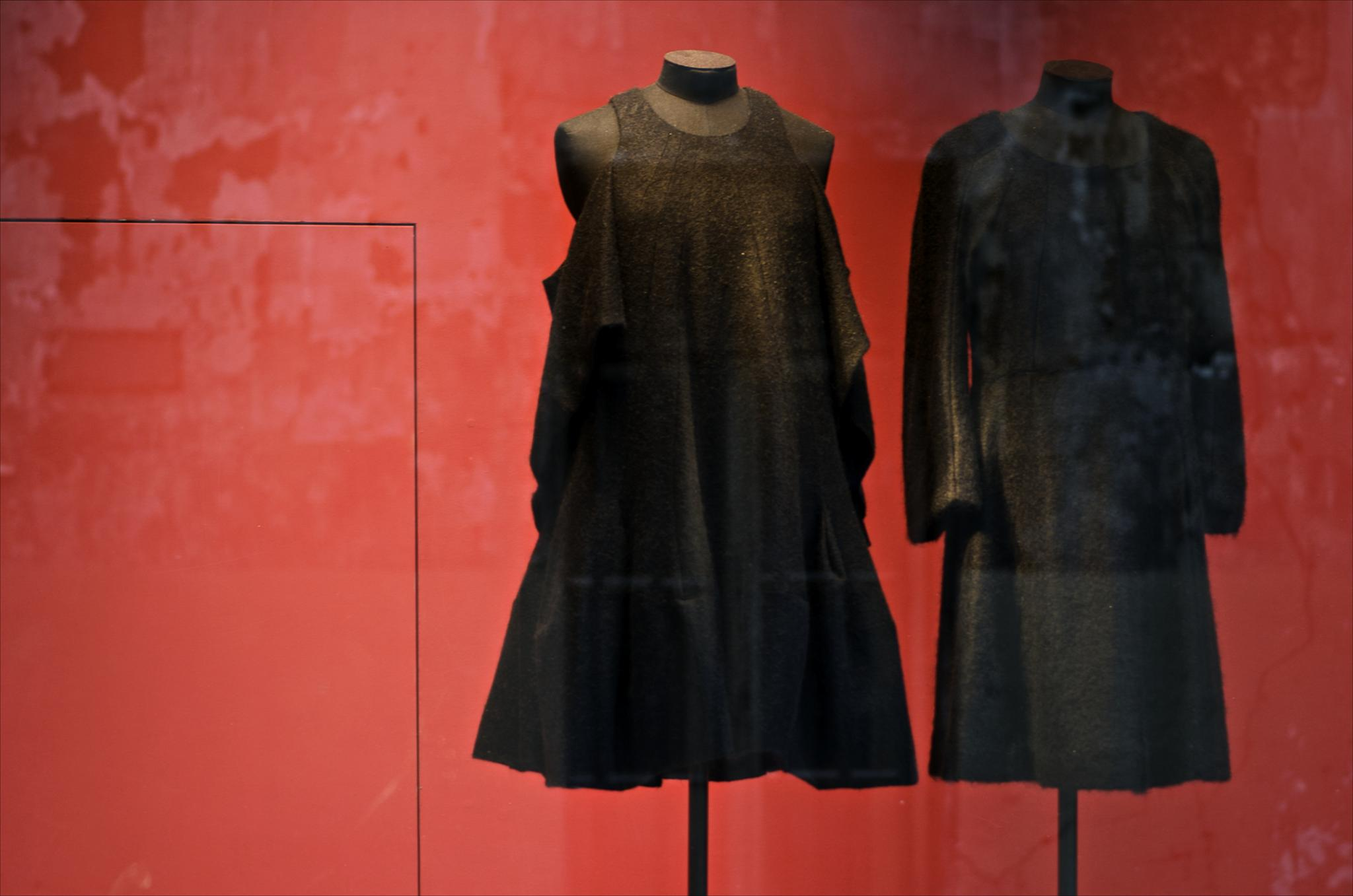
Robe sans manches (à gauche) et robe avec manches (à droite) en tricot par Sonia Rykiel en 2008.

Sonia Rykiel, née Sonia Flis le 25 mai 1930 à Paris et morte le 25 août 2016 dans sa ville natale, est une grande couturière et designer française. Fondatrice de la maison de couture Sonia Rykiel, surnommée « la reine du tricot », inventrice de la « démode », elle a fait l'apologie du noir et des rayures, inventé les coutures à l'envers, l'absence d'ourlets et de doublures, les premiers joggings sophistiqués en velours, les messages inscrits et surtout la maille qui épouse le corps des femmes.
Ses deux enfants sont Nathalie Rykiel et Jean-Philippe Rykiel.

## Biographie

### Origines
Issue de parents bourgeois et intellectuels de confession juive non-pratiquants, Sonia Rykiel est née le 25 mai 1930 à Paris, d'un père juif roumain, Alfred Flis, horloger né à Vaslui en Moldavie, et d'une mère d'ascendance juive russe née en France, Fanny,. Sonia est l'aînée de cinq filles.

### Débuts et famille
En 1948, après avoir raté son bac et refusé de le repasser, sa mère la punit en la plaçant en stage comme étalagiste à la Grande Maison de Blanc. En 1954, elle se marie avec Sam Rykiel, d'origine juive polonaise, qui a repris la boutique de confection familiale du 104, avenue du Général-Leclerc dans le 14e arrondissement de Paris, Laura. C'est dans cette boutique qu'elle crée ses premiers pull-overs. Elle aura avec lui deux enfants (Nathalie en 1955 et Jean-Philippe, futur musicien, en 1961),, .

### Consécration et parcours

#### Le pull
Le pull-over ajusté est le vêtement emblématique de cette créatrice de mode.
En 1955, Sonia Rykiel, enceinte, demande au fournisseur italien de son mari de lui confectionner un pull court, ajusté et d'un gris discret. Après de nombreux échanges entre Venise et Paris, le vêtement est enfin tel qu'elle l'avait imaginé. C’est cette création, prévue pour elle seule, qui décidera de sa vocation. Une journaliste passe et le prend en photo, le poor boy sweater est né. Audrey Hepburn s'en offrira 14 de toutes les couleurs. En 1960, un de ses pulls fait la une du magazine Elle porté par Françoise Hardy,.

#### SociétéSonia Rykielet «démode»
En 1965, Sam Rykiel l'aide à créer la société Sonia Rykiel C.D.M.
En dépit de leur divorce, elle fonde avec son ancien mari, en mai 1968, la griffe Sonia Rykiel et ouvre sa première boutique à Paris, au 6 rue de Grenelle, sur la Rive gauche de Paris, le 5 mai 1968,. Elle doit la fermer à cause des manifestations, mais en profite pour broder des inscriptions révolutionnaires sur ses tricots.
Elle invente les coutures à l’envers, le « pas d’ourlet », le « pas doublé », au nom d’une nouvelle philosophie de la mode : « la démode ».
Elle crée un style aux éléments identifiables et dont les mots clés sont le noir, les rayures, la dentelle, le strass, la maille et les messages écrits sur les pulls. Ses créations sont associées à l’image d’une Parisienne « féminine, libre, sensuelle et indépendante »,. Elle se voit consacrée en 1972 par le magazine américain Women's Wear Daily « Reine du tricot dans le monde ».
Elle supervise, en 1972, la décoration intérieure de l'hôtel de Crillon et, en 1985, du Lutetia.
En 1973, elle est élue vice-présidente de la chambre syndicale de la couture de la Fédération française de la couture, du prêt-à-porter des couturiers et des créateurs de mode.
En 1977, elle dessine trois modèles pour la grande diffusion dans le catalogue des 3 Suisses. Elle sera la première des créateurs de mode à initier ce type de collaboration.
En 1978, un premier parfum féminin, 7e sens, est créé[source secondaire souhaitée].
En 1983, la collection Sonia Rykiel Enfant voit le jour sous l'impulsion de sa fille, Nathalie Rykiel.
En 1989, la ligne Inscription Rykiel, rebaptisée en 1999 Sonia By Sonia Rykiel, ligne de prêt-à-porter à prix plus doux est créée. En 1990, ce sera la ligne de prêt-à-porter et d'accessoires pour homme. En 1992, le département Sonia Rykiel chaussure et les accessoires.
En 2000, elle travaille en collaboration avec le metteur en scène Elie Chouraqui pour son spectacle Les Dix Commandements dont elle crée les costumes.
En 2008, une soirée[source secondaire souhaitée], en présence du maire de Paris, Bertrand Delanoë, célèbre la réouverture de la boutique du 175 boulevard Saint-Germain. Une exposition, « Sonia Rykiel, Exhibition », se tient au Musée des Arts Décoratifs de Paris, du 20 novembre 2008 au 20 avril 2009.

### Maladie et décès

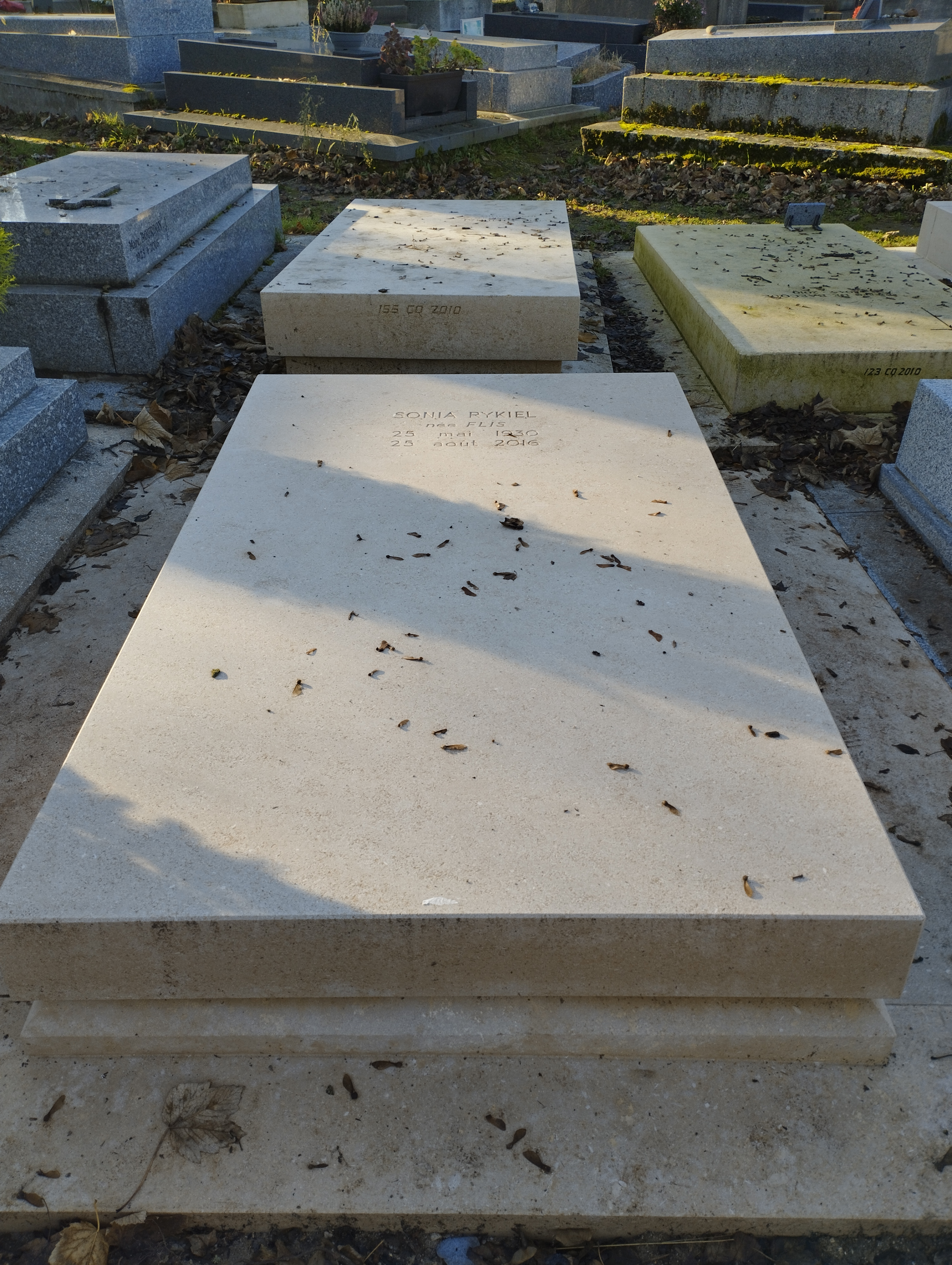
Tombe de Sonia Rykiel au cimetière du Montparnasse (division 2).

Elle se sait atteinte de la maladie de Parkinson depuis la fin des années 1990. Elle aborde publiquement ce sujet pour la première fois en 2012 dans un livre N'oubliez pas que je joue, écrit en collaboration avec la journaliste Judith Perrignon.
Elle meurt le 25 août 2016 à l'âge de 86 ans, à Paris.
Elle est enterrée au cimetière du Montparnasse (division 2), dans la même ville ; sa tombe se situe à gauche de celle de Paul Belmondo.

### Hommages
Le 29 septembre 2018, la ville de Paris renomme une partie du boulevard Raspail, entre la rue de Sèvres et la rue de Rennes, « allée Sonia-Rykiel ». Elle devient alors la première créatrice de mode à donner son nom à une rue de Paris.
Un rosier est baptisé de son nom en 1991, 'Sonia Rykiel', de couleur rose.

## Parfums
- 1978 : 7e sens
- 1991 : Création de la société Sonia Rykiel Parfum[1].
- 1993 : Sonia Rykiel Le Parfum
- 1997 : Sonia Rykiel
- 1998 : L'Eau de Sonia Rykiel
- 1999 : Rykiel Homme
- 2000 : Rykiel Rose
- 2003 : Rykiel Grey, Rykiel Woman Not for Men!
- 2005 : eau de toilette Rykiel Woman Not for Men!

## Entreprise
Sonia Rykiel Cdm, 175 Boulevard Saint Germain à Paris, a réalisé un chiffre d'affaires de 83 millions d'euros en 2012 (les bilans ultérieurs n'ont pas été publiés) et emploie 365 personnes dans 27 établissements.
En 2012, le groupe hongkongais Fung Brands rachète 80 % du capital de la marque.
Le 26 octobre 2016, Sonia Rykiel Cdm, dont l'actionnaire unique est le fonds d'investissement Chinois First Heritage Brands, dévoile un plan de licenciements concernant le quart de son effectif,,.
Le 30 avril 2019, la société Sonia Rykiel Cdm est placée en redressement judiciaire avant d’être mise en liquidation judiciaire le 25 juillet 2019. L'entreprise se voit liquidée faute de repreneurs,.
Fin août 2019, la Mairie de Paris incite publiquement le ministère de la culture à sauvegarder le fonds Sonia Rykiel en conservant ses créations en les intégrant au musée de la mode de Paris afin que ne se perdent pas les vêtements, les accessoires ou les archives collectées par la fille de Sonia Rykiel depuis 2007,.
En décembre 2019, la marque de prêt-à-porter est sauvée par deux des fondateurs du site de commerce en ligne Showroomprivé, Michael et Eric Dayan. Deux ans plus tard, la marque est revendue au groupe américain G-III Apparel Group (en) qui possède déjà les marques DKNY ou Karl Lagerfeld Paris. Ce groupe promet alors de relancer et développer la marque, notamment en étendant les gammes de produits vers les accessoires, la décoration ou le maquillage.

## Publications
- 1979 : Et je la voudrais nue, éditions Grasset.
- 1988 : Célébration 20 ans de mode, éditions des femmes.
- 1989 : La collection, éditions Grasset.
- 1993 : Tatiana, acacia, livre de contes pour enfants, illustré par Charles Matton, éditions Flammarion 4.
- 1994 : Collection terminée, Collection interminable, Éditions Flammarion.
- 1996 : Les lèvres Rouges, roman, éditions Grasset (éditions Kodansha, Japon, 2000).
- 1999 : Paris sur les pas de Sonia Rykiel, éditions Garde Temps (éditions Shueisha, Japon, 2000).
- 2005 : L'envers à l'endroit, éditions Fayard.
- 2005 : Casanova était une femme, correspondance entre Sonia Rykiel et Régine Deforges[33], illustré par Claire Bretécher, éditions Calmann-Lévy.
- 2007 : Préface du livre de la Brasserie Lipp
- 2009 : Sonia Rykiel exhibition, sous la direction d'Olivier Saillard, Paris, Les Arts Décoratifs, 2008, à l'occasion de l'exposition du musée de la Mode et du Textile, 19 novembre 2008-19 avril 2009.  (ISBN 978-2-916914-09-1)
- Dictionnaire déglingué, éditions Flammarion  (ISBN 978-2-0812-7178-4)
- 2012 : N'oubliez pas que je joue, coécrit avec Judith Perrignon, éditions de l'Iconoclaste.
- 2013 : Les Filles du cahier volé : Régine Deforges, Manon Abauzit, Sonia Rykiel et Leonardo Marcos[34], Éditions de La Différence, Paris.

## Filmographie
- 1994 : Prêt-à-porter, film de Robert Altman. Sonia Rykiel en inspire l'un des personnages principaux, Simone Lowenthal, dite Simone Lo, une créatrice de mode internationale interprétée par Anouk Aimée. Sonia Rykiel y joue également son propre rôle.
- 1998 : Riches, belles, etc., film de Bunny Schpoliansky, dans lequel Sonia Rykiel interprète le rôle d'Hortense son premier rôle de composition.
- 2008 : Sonia Rykiel, l'intranquille, documentaire de Frédéric Mitterrand, 55 min
- 2019 : Sonia Rykiel, l'envers de la rue des saints-pères, documentaire de Nathalie Plicot, 26 min, diffusion France 5

## Honneurs et distinctions

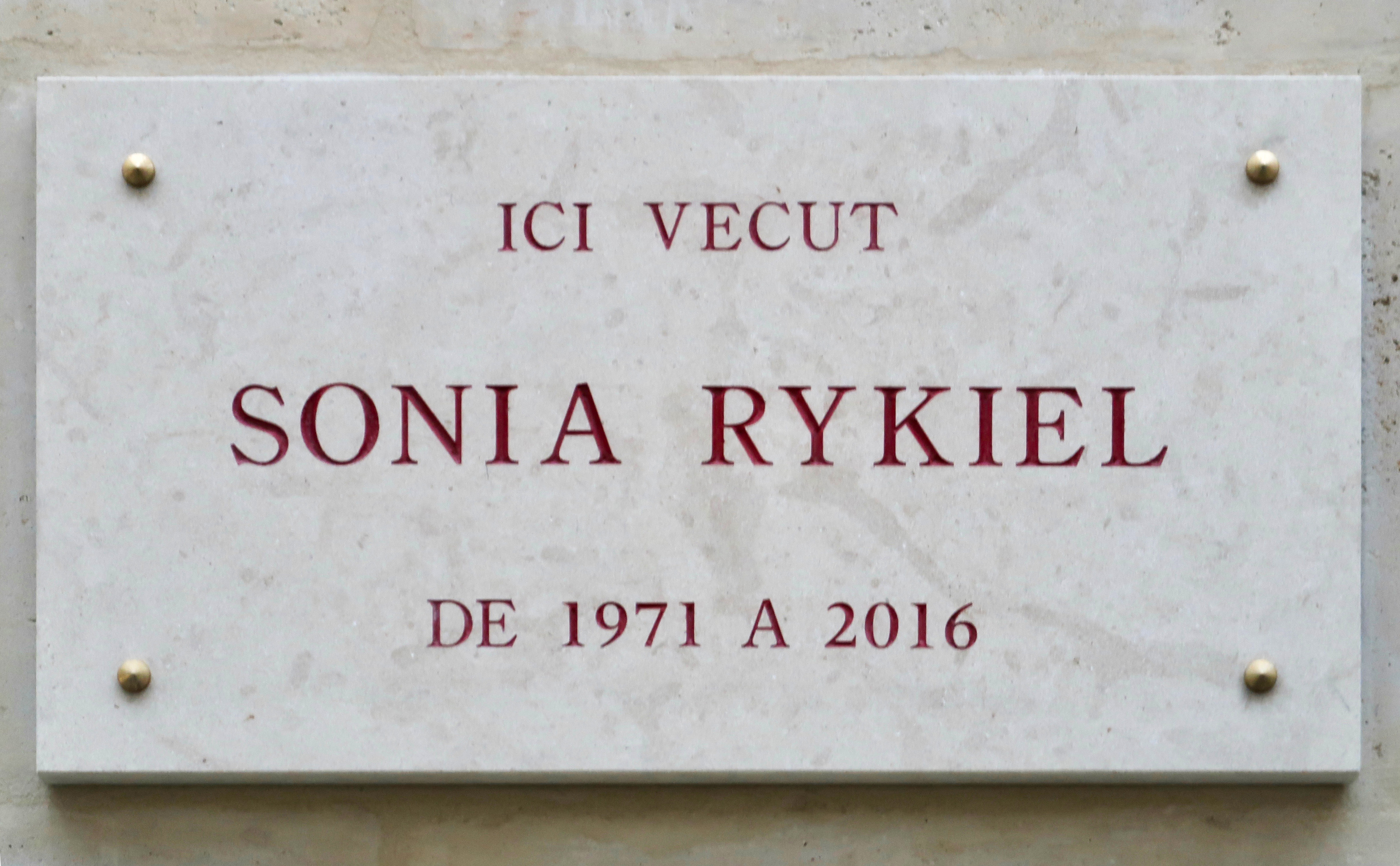
Plaque 60 rue des Saints-Pères (7e arrondissement de Paris), où elle vécut.

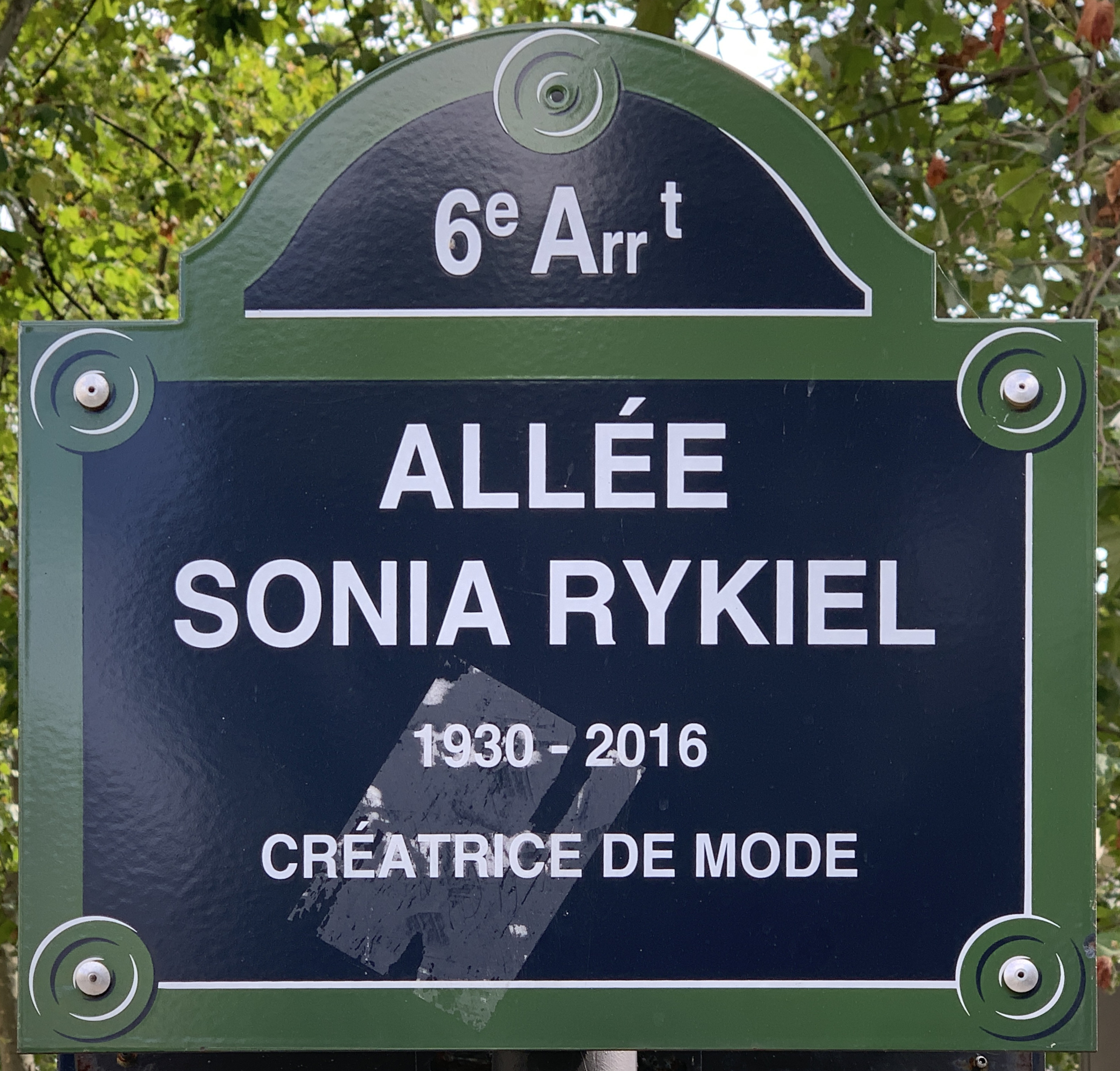
Plaque de l'allée Sonia-Rykiel (Paris).

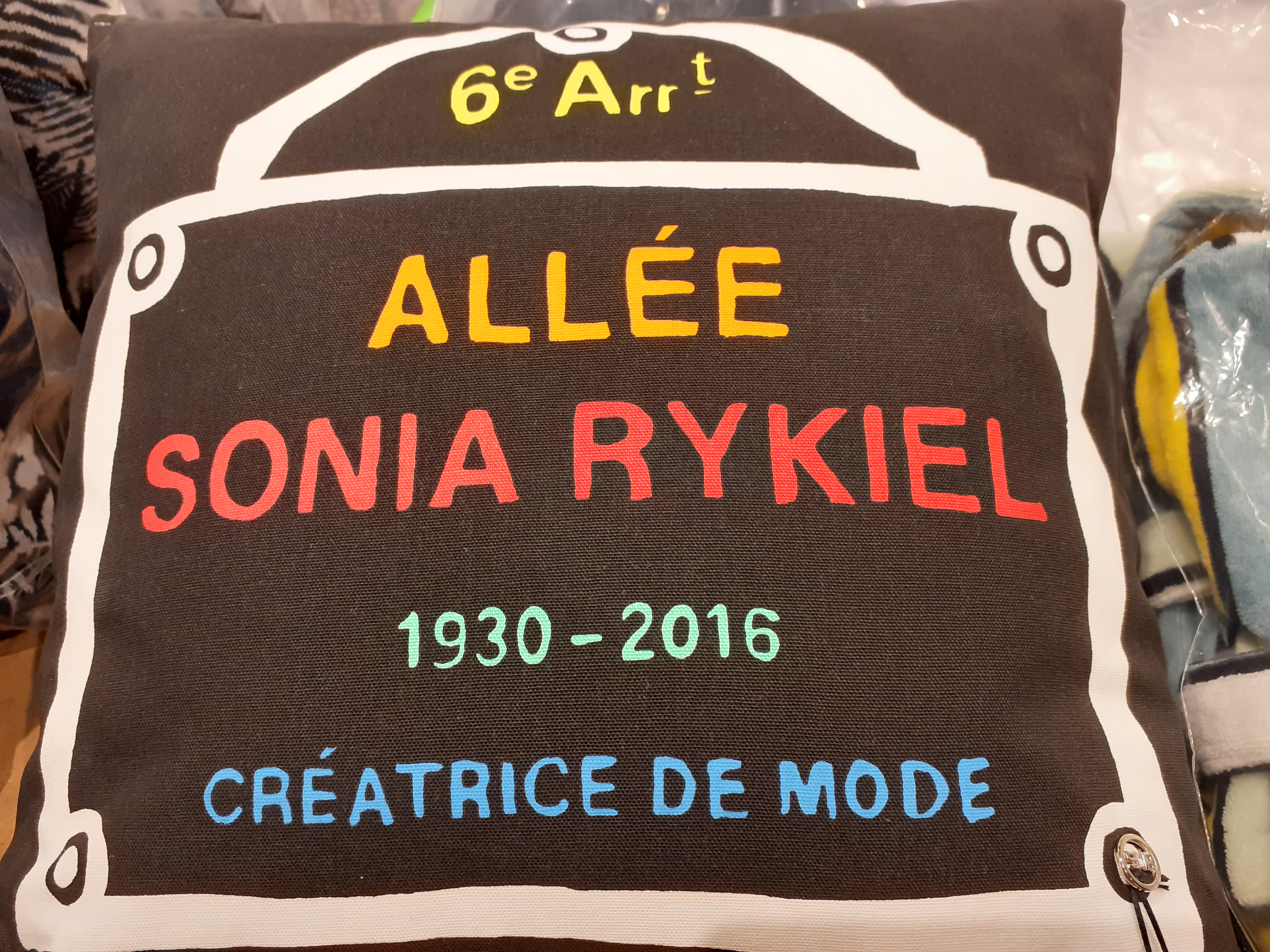
Déclinaison décorative en coussin d'intérieur de la plaque de l'allée Sonia-Rykiel.

- 1967 : Sonia Rykiel est sacrée « Reine du tricot » dans le monde par le magazine américain Women’s Wear Daily.
- 1986 : le Fashion Group International de New York lui remet un Oscar et lui rend hommage pour avoir contribué, par son extraordinaire créativité et professionnalisme, à l’épanouissement de la mode à travers le monde.
- 1993 : le ministre de la Culture, Jack Lang, lui remet les insignes d’Officier de l’ordre des Arts et des Lettres.
- 1996 : le ministre de la Culture, Philippe Douste-Blazy lui remet les insignes d’Officier de l’ordre national de la Légion d’Honneur.
- 1997 : elle reçoit le Trophée Whirlpool des Femmes en or, catégorie Mode.

La société The Star Group organise un sommet réunissant les plus grandes femmes d’affaires à travers le monde, « Leading Women Entrepreneurs of the World ». Sonia Rykiel est l’une des deux françaises parmi les 50 femmes honorées lors de cette soirée organisée à l’Ambassade des États-Unis à Paris.
- 2001 : le 24 octobre à New York, lors de la 18e Night of Stars du Fashion Group International, Sonia Rykiel et Nathalie Rykiel reçoivent des mains de Robert Altman le Fashion Award qui récompense les « dynasties familiales » reconnues dans le monde entier.

Elle est décorée, en décembre, par Laurent Fabius, ministre de l’Économie, des Finances et de l’Industrie, au grade de Commandeur de l’ordre national du Mérite.
- 2002 : le 28 juin, lors du Trophée des Ambassadeurs, cérémonie honorant plusieurs personnalités françaises dont la passion pour les grands vins est reconnue, elle est intronisée Premier ambassadeur de Bordeaux par Alain Juppé, maire de la ville.

Le 10 mai, l’Association des Amis du Musée de Tel-Aviv lui décerne le titre de « Femme de l’année » lors d’un gala organisé à l’hôtel Four Seasons de Milan[source secondaire souhaitée].
- 2008 : le 14 juillet, Sonia Rykiel est promue Commandeur de l’ordre national de la Légion d’Honneur[35].
- 2012 : le ministre de la Culture, Frédéric Mitterrand lui décerne les insignes de Commandeur de l'Ordre des Arts et des Lettres. Elle reçoit également la grande médaille de vermeil de la Ville de Paris[36].
- 2013 : le 15 mai, elle est élevée à la dignité de grand officier de l'ordre national du Mérite[37].